# Memoriał Janusza Kusocińskiego 2020
Das 66. Memoriał Janusza Kusocińskiego war eine Leichtathletik-Veranstaltung, das am 25. August 2020 im Stadion Śląski im schlesischen Chorzów stattfand. Die Veranstaltung war Teil der World Athletics Continental Tour und zählte zu den Silber-Meetings, der zweithöchsten Kategorie dieser Leichtathletik-Serie.

## Resultate

### Männer

#### 100 m
| Platz | Athlet                 | Land | Zeit (s) |
| ----- | ---------------------- | ---- | -------- |
| 1     | Sean Safo-Antwi        | GHA  | 10,23    |
| 2     | Mike Rodgers           | USA  | 10,36 SB |
| 3     | Dominik Kopeć          | POL  | 10,36    |
| 4     | Przemysław Słowikowski | POL  | 10,39    |
| 5     | Karol Kwiatkowski      | POL  | 10,45 SB |
| 6     | Mario Burke            | BAR  | 10,52    |
| 7     | Oliwer Wdowik          | POL  | 10,52    |
| 8     | Łukasz Żak             | POL  | 10,52 SB |
| 9     | Krzysztof Studnicki    | POL  | 10,69    |

#### 400 m
| Platz | Athlet               | Land | Zeit (s) |
| ----- | -------------------- | ---- | -------- |
| 1     | Karol Zalewski       | POL  | 45,47 SB |
| 2     | Mateusz Rzeźniczak   | POL  | 46,62 SB |
| 3     | David Kendziera      | USA  | 46,67 PB |
| 4     | Łukasz Krawczuk      | POL  | 46,85    |
| 5     | Andrzej Jaros        | POL  | 46,92 SB |
| 6     | Kajetan Duszyński    | POL  | 47,06    |
| 7     | Patryk Grzegorzewicz | POL  | 47,44 PB |
|       | Trumaine Jefferson   | USA  | DNF      |
|       | Jakub Krzewina       | POL  | DNS      |

#### 800 m
| Platz | Athlet                    | Land | Zeit (min) |
| ----- | ------------------------- | ---- | ---------- |
| 1     | Ferguson Cheruiyot Rotich | KEN  | 1:45,34 SB |
| 2     | Wesley Vázquez            | PRI  | 1:45,54    |
| 3     | Marcin Lewandowski        | POL  | 1:45,79    |
| 4     | Adam Kszczot              | POL  | 1:46,05 SB |
| 5     | Jake Wightman             | GBR  | 1:46,11    |
| 6     | Lukáš Hodboď              | CZE  | 1:46,41    |
| 7     | Álvaro de Arriba          | ESP  | 1:46,66 SB |
| 8     | Mateusz Borkowski         | POL  | 1:47,36    |
| 9     | Andrés Arroyo             | PRI  | 1:50,09    |
| 10    | Jakub Augustyniak         | POL  | 1:50,19    |
|       | Jakub Szkudlarek          | POL  | DNF        |
|       | Filip Sasínek             | CZE  | DNS        |

#### 110 m Hürden
| Platz | Athlet              | Land | Zeit (s) |
| ----- | ------------------- | ---- | -------- |
| 1     | Orlando Ortega      | ESP  | 13,25    |
| 2     | Aaron Mallett       | USA  | 13,43 SB |
| 3     | Freddie Crittenden  | USA  | 13,44    |
| 4     | Cameron Fillery     | GBR  | 13,63    |
| 5     | Artur Noga          | POL  | 13,92 SB |
| 6     | Damian Czykier      | POL  | 14,01    |
| 7     | Krzysztof Kiljan    | POL  | 14,16    |
| 8     | Olgierd Michniewski | POL  | 15,10    |
|       | Dawid Żebrowski     | POL  | DSQ      |

Wind: +1,0 m/s

#### Hochsprung
| Platz | Athletin          | Land | Höhe (m) |
| ----- | ----------------- | ---- | -------- |
| 1     | Norbert Kobielski | POL  | 2,22     |
| 2     | Jakub Hołub       | POL  | 2,11 PB  |
| 3     | Adrian Kordoński  | POL  | 2,11 SB  |

#### Stabhochsprung
| Platz | Athletin            | Land | Höhe (m) |
| ----- | ------------------- | ---- | -------- |
| 1     | Sam Kendricks       | USA  | 5,82 SB  |
| 2     | Menno Vloon         | NED  | 5,72 SB  |
| 3     | Raphael Holzdeppe   | GER  | 5,62     |
| 4     | Torben Blech        | GER  | 5,62 =SB |
| 5     | Ernest Obiena       | PHI  | 5,62     |
| 6     | Harry Coppell       | GBR  | 5,42     |
| 6     | Paweł Wojciechowski | POL  | 5,42     |
| 8     | Robert Sobera       | POL  | 5,42     |

#### Kugelstoßen
| Platz | Athlet            | Land | Weite (m) |
| ----- | ----------------- | ---- | --------- |
| 1     | Michał Haratyk    | POL  | 21,88 SB  |
| 2     | Filip Mihaljević  | CRO  | 21,59     |
| 3     | David Storl       | GER  | 20,57     |
| 4     | Jakub Szyszkowski | POL  | 20,48     |
| 5     | Konrad Bukowiecki | POL  | 20,42     |
| 6     | Sebastian Łukszo  | POL  | 19,24     |
| 7     | Andrzej Gudro     | POL  | 18,47     |
| 8     | Szymon Mazur      | POL  | 18,15     |

#### Hammerwurf
| Platz | Athlet             | Land | Weite (m) |
| ----- | ------------------ | ---- | --------- |
| 1     | Wojciech Nowicki   | POL  | 80,09 SB  |
| 2     | Bence Halász       | HUN  | 78,18     |
| 3     | Paweł Fajdek       | POL  | 78,05 SB  |
| 4     | Mychajlo Kochan    | UKR  | 75,16     |
| 5     | Marcel Lomnický    | SVK  | 73,47     |
| 6     | Marcin Wrotyński   | POL  | 71,02     |
| 7     | Arkadiusz Rogowski | POL  | 69,90     |

#### Speerwurf
| Platz | Athlet              | Land | Weite (m) |
| ----- | ------------------- | ---- | --------- |
| 1     | Johannes Vetter     | GER  | 90,86     |
| 2     | Vítězslav Veselý    | CZE  | 82,94     |
| 3     | Marcin Krukowski    | POL  | 82,17     |
| 4     | Timothy Herman      | BEL  | 78,12     |
| 5     | Mateusz Kwaśniewski | POL  | 76,97     |
| 6     | Cyprian Mrzygłód    | POL  | 76,74     |
| 7     | Jaroslav Jílek      | CZE  | 74,71     |
| 8     | Dawid Wegner        | POL  | 73,25     |
| 9     | Hubert Chmielak     | POL  | 70,92     |

### Frauen

#### 100 m
| Platz | Athlet                | Land | Zeit (s) |
| ----- | --------------------- | ---- | -------- |
| 1     | Imani Lansiquot       | GBR  | 11,19    |
| 2     | Ewa Swoboda           | POL  | 11,30    |
| 3     | Tatjana Pinto         | GER  | 11,38    |
| 4     | Magdalena Stefanowicz | POL  | 11,49 SB |
| 5     | Maja Mihalinec        | SLO  | 11,51    |
| 6     | Paulina Guzowska      | POL  | 11,59    |
| 7     | Klaudia Adamek        | POL  | 11,68    |
| 8     | Taliyah Brooks        | USA  | 11,72 SB |
| 9     | Martyna Kotwiła       | POL  | 12,00    |

Wind: +1,3 m/s

#### 400 m
| Platz | Athlet                   | Land | Zeit (s) |
| ----- | ------------------------ | ---- | -------- |
| 1     | Wadeline Jonathas        | USA  | 51,23 SB |
| 2     | Justyna Święty-Ersetic   | POL  | 51,64 SB |
| 3     | Małgorzata Hołub-Kowalik | POL  | 52,15 SB |
| 4     | Patrycja Wyciszkiewicz   | POL  | 52,27 SB |
| 5     | Iga Baumgart-Witan       | POL  | 52,32    |
| 6     | Natalia Kaczmarek        | POL  | 52,68    |
| 7     | Karolina Pahlitzsch      | GER  | 52,81    |
| 8     | Kornelia Lesiewicz       | POL  | 53,22    |

#### 800 m
| Platz | Athlet                | Land | Zeit (min) |
| ----- | --------------------- | ---- | ---------- |
| 1     | Jemma Reekie          | GBR  | 1:58,63 PB |
| 2     | Sofia Ennaoui         | POL  | 2:00,12 SB |
| 3     | Christina Hering      | GER  | 2:00,47    |
| 4     | Selina Büchel         | SUI  | 2:00,52    |
| 5     | Joanna Jóźwik         | POL  | 2:01,26 SB |
| 6     | Anna Sabat            | POL  | 2:01,40    |
| 7     | Olha Ljachowa         | UKR  | 2:01,44    |
| 8     | Angelika Cichocka     | POL  | 2:01,45 SB |
| 9     | Rénelle Lamote        | FRA  | 2:01,56    |
| 10    | Shelayna Oskan-Clarke | GBR  | 2:02,73    |
| 11    | Anna Pólkowska        | POL  | 2:04,92 PB |
|       | Aneta Lemiesz         | POL  | DNF        |

#### 100 m Hürden
| Platz | Athlet               | Land | Zeit (s) |
| ----- | -------------------- | ---- | -------- |
| 1     | Cyréna Samba-Mayela  | FRA  | 12,87 PB |
| 2     | Karolina Kołeczek    | POL  | 12,99    |
| 3     | Elwira Herman        | BLR  | 13,02    |
| 4     | Ricarda Lobe         | GER  | 13,29    |
| 5     | Stanislava Škvarková | SVK  | 13,47    |
| 6     | Monika Kiepura       | POL  | 13,72    |
| 7     | Weronika Nagięć      | POL  | 13,72    |
|       | Luca Kozák           | HUN  | DSQ      |
|       | Beate Schrott        | AUT  | DNS      |

Wind: −0,2 m/s

#### 400 m Hürden
| Platz | Athlet               | Land | Zeit (s)  |
| ----- | -------------------- | ---- | --------- |
| 1     | Jessie Knight        | GBR  | 55,44     |
| 2     | Paulien Couckuyt     | BEL  | 56,60     |
| 3     | Joanna Linkiewicz    | POL  | 56,61     |
| 4     | Line Kloster         | NOR  | 56,78     |
| 5     | Sára Mátó            | HUN  | 57,34 =SB |
| 6     | Natalia Wosztyl      | POL  | 57,57 SB  |
| 7     | Julia Korzuch        | POL  | 57,82 SB  |
| 8     | Alicja Kaczmarek     | POL  | 59,12 PB  |
| 9     | Aleksandra Jaźwińska | POL  | 59,70     |

#### Hochsprung
| Platz | Athletin              | Land | Höhe (m) |
| ----- | --------------------- | ---- | -------- |
| 1     | Kamila Lićwinko       | POL  | 1,85     |
| 2     | Wiktoria Miąso        | POL  | 1,75 SB  |
| 3     | Paulina Borys         | POL  | 1,75 =SB |
| 4     | Aleksandra Nowakowska | POL  | 1,70     |

#### Weitsprung
| Platz | Athletin                | Land | Weite (m) |
| ----- | ----------------------- | ---- | --------- |
| 1     | Maryna Bech-Romantschuk | UKR  | 6,78      |
| 2     | Alina Rotaru            | ROM  | 6,67      |
| 3     | Petra Farkas            | HUN  | 6,42      |
| 4     | Joanna Kuryło           | POL  | 6,39 PB   |
| 5     | Anasztázia Nguyen       | HUN  | 6,37      |
| 6     | Natalia Benedykcińska   | POL  | 6,14 PB   |
| 7     | Angelika Faka           | POL  | 6,03      |
| 8     | Roksana Jędraszak       | POL  | 6,01      |
| 9     | Shara Proctor           | GBR  | 5,93 SB   |
| 10    | Magdalena Żebrowska     | POL  | 5,69      |
| 11    | Sandra Sikorska         | POL  | 5,49      |

#### Hammerwurf
| Platz | Athletin           | Land | Weite (m) |
| ----- | ------------------ | ---- | --------- |
| 1     | Malwina Kopron     | POL  | 73,43     |
| 2     | Katarzyna Furmanek | POL  | 71,37     |
| 3     | Joanna Fiodorow    | POL  | 67,81 SB  |
| 4     | Aleksandra Śmiech  | POL  | 65,74     |